# نمش‌لادونی
نِمِش‌‌لادونی (به مجاری:  Nemesládony) یک شهرداری در مجارستان است که در واش واقع شده‌است. نمش‌لادونی ۵٫۶۷ کیلومتر مربع مساحت و ۱۲۲ نفر جمعیت دارد.